# SIF3 Transilvania
Societatea de Invesțitii Financiare Transilvania S.A - prescurtat: SIF Transilvania (SIF3) este o persoană juridică română, constituită ca societate pe acțiuni în noiembrie 1996, ca succesor al Fondului Proprietății Private III Transilvania înființat în 1992, cu sediul la Brașov. SIF - Transilvania este una dintre cele cinci societăți de investiții financiare listate la Bursa de Valori București. 
SIF Transilvania este o societate de investiții de tip închis care se autoadministrează, încadrată în categoria Alte Organisme de Plasament Colectiv (AOPC) cu o politică de investiții diversificată.
Societatea are ca obiect de activitate administrarea portofoliului propriu de acțiuni constând în participații în aproximativ 298 de societăți comerciale de pe teritoriul României, majoritatea fiind situate în Transilvania și sud-estul țării.
SIF Transilvania, în calitatea sa de acționar majoritar, deține 62 de hoteluri care totalizează circa 10.000 de camere în stațiunile de la malul Mării Negre, Eforie Nord, Eforie Sud, Neptun, Venus și Saturn, în stațiunile balneare Băile Felix, Covasna, Tușnad și Buziaș și în orașele Brașov și Ploiești.
De asemenea deține și compania Transilvania Travel, care este tour-operatorul societăților de turism din portofoliul SIF Transilvania.
Transilvania Travel promovează și contractează ofertele acestor societăți în România și în străinătate.
Număr de angajați în 2008: 100